# Google News
Google News ist eine Nachrichtensuchmaschine und automatisch erstellte Nachrichten-Website des US-amerikanischen Unternehmens Google LLC.
Der Dienst ist in über 70 Ländern in mehr als 35 Sprachen verfügbar und ist auch als App für iOS und Android verfügbar. Im April 2002 startete der Dienst in englischer Sprache im Entwicklungsstadium, in der es bis zum 23. Januar 2006 verblieb. Die deutsche Version folgte 2003 und verwendet mehr als 700 Nachrichtenquellen aus dem deutschsprachigen Raum. Sie befindet sich ebenfalls noch im Entwicklungsstadium.
Laut Anbieter erfolgt die Auswahl der Artikel ausschließlich automatisiert.

## Funktionsweise
Die Nachrichten auf der Internetseite stammen nicht vom Anbieter selbst, sondern werden von Computern anhand eines Algorithmus aus einer Vielzahl von Nachrichtenquellen zusammengetragen (Aggregator). Um bei Google News gelistet zu werden, ist eine gesonderte Registrierung nötig. Die Einträge werden automatisch generiert und ständig aktualisiert. Google verzichtet somit auf eine journalistische Aufbereitung nach Relevanz oder Wahrheitsgehalt der Artikel durch Menschenhand. Die Relevanz eines Artikels ergibt sich unter anderem aus der Anzahl von Abrufen. Google News liefert dann die entsprechenden Links dazu. Der genutzte Algorithmus zur automatischen Indexierung der Artikel geht auf Krishna Bharat, einen führenden Wissenschaftler von Google, im Jahr 2001 zurück.
Im Jahr 2017 führte Google News ein neues Design ein, das die Informationen anders darstellt. Unter anderem werden so keine Textauszüge („Snippets“) mehr dargestellt; stattdessen werden nur noch die Schlagzeile und ein Titelbild angezeigt. Nutzer erhielten jedoch die Option, zeitweise wieder auf das vorige Design umzusteigen.

### Weitere Funktionen
Eine Personalisierung von Google News ist ebenfalls möglich.
Das bedeutet, dass das Suchprotokoll, in Bezug auf die vom Benutzer gewählten Themenschwerpunkte, verändert wird. Dafür ist eine Anmeldung erforderlich.
Des Weiteren kann man Web-Feeds in den Formaten RSS und Atom abonnieren und sich neue Nachrichten auf das Mobiltelefon und an die eigene E-Mail-Adresse (News-Alerts) schicken lassen.

## Auseinandersetzungen

### Nachrichtenagentur
Im März 2005 verklagte die Nachrichtenagentur Agence France-Presse (AFP) das Unternehmen Google auf Schadensersatz von 13,2 Millionen Euro vor einem amerikanischen Gericht. Grund war die Indexierung von AFP-Artikeln bei Google News. AFP forderte Google mehrmals auf, die Inhalte ohne Genehmigung nicht zu nutzen. Zwei Jahre dauerte der Rechtsstreit um die Nutzung der Bilder, Texte und Dateien der AFP an. Im April 2007 gaben beide Seiten bekannt, dass man sich geeinigt habe, indem Google die Lizenz zur Nutzung erwirbt.
Auch mit anderen Nachrichtenagenturen vereinbarte Google ähnliche Abkommen zur Nutzung von deren Inhalten. So auch mit der Associated Press, der Press Association und der The Canadian Press. Im März 2009 schloss auch die European Pressphoto Agency (epa) mit Google News ein Abkommen zur Nutzung von Inhalten und Bilder von acht der insgesamt elf epa-Mitglieder. Unter den drei Nichtbeteiligten ist die deutsche Nachrichtenagentur dpa, als eine der größten Mitglieder der epa.

### Situation in Belgien
Belgische Zeitungsverleger klagen gegen Google, da sie das Urheberrecht ihrer Zeitungen durch die Aufbereitung von Google News in Gefahr sehen. Schon 2006 reichten die Zeitungsverleger Klage gegen den Suchmaschinenbetreiber ein, woraufhin sie Recht bekamen. Google legte Einspruch gegen das Urteil ein. Im Mai 2008 reichten die Verleger erneut Klage ein. 2011 entschied ein Gericht, dass Textausschnitte und Bildmaterial der Zeitungen nicht mehr in Google News aggregiert werden dürfen. Darauf löschte Google alle Verweise auf französisch- und deutschsprachige Zeitungen in Belgien aus dem Suchindex.

### Spanien
Spanien verabschiedete ein Gesetz, das Google ab dem 1. Januar 2015 verpflichtet hätte, eine Gebühr an Autoren und Verlage zu bezahlen. Diese Gebühr hätte unabhängig davon entrichtet werden müssen, ob der Verlag diese verlangt hätte oder nicht. Deswegen stellte Google seinen News-Dienst zum 16. Dezember 2014 ein. Im Jahr 2022 gab Google bekannt, Google News nach achtjähriger Pause wieder in Spanien zur Verfügung zu stellen – nun in neuem Design.

### Frankreich
Im Juli 2021 berichtete BBC, dass Google von der französischen Wettbewerbsbehörde mit einer Geldstrafe von 500 Millionen Euro (427 Millionen Pfund) belegt worden sei, weil es nicht ernsthaft mit Nachrichtenorganisationen über die Verwendung ihrer Inhalte verhandelt habe. Google hingegen verlautbarte gegenüber teilte der BBC, dass die Entscheidung ihre Bemühungen um eine Einigung ignoriert habe. 2020 hatte die französische Wettbewerbsbehörde angeordnet, dass Google mit Newsmedien Vereinbarungen treffen müsse, um Auszüge aus Artikeln in Suchergebnissen, Nachrichten und anderen Diensten anzuzeigen. Google wurde mit einer Geldstrafe belegt, weil dies nach Ansicht der Behörde unterlassen wurde. Im Jahr 2019 hatte Frankreich als erstes EU-Land eine neue Richtlinie zum digitalen Urheberrecht in ein Gesetz umgesetzt. Es regelt sogenannte „Nachbarrechte“, die Verlage und Nachrichtenagenturen für die Nutzung ihres Materials entschädigen sollen.

## Archiv
2006 wurde die englische Version des Nachrichtendienstes um eine Archiv-Suche für ältere Ausgaben der New York Times und der Washington Post erweitert. Dieser Dienst wurde mit einer neuen Version am 8. September 2008 weiter ausgebaut. Durch die Archiv-Suche kam es jedoch auch zu einem folgenschweren Vorfall für die amerikanische Fluggesellschaft United Airlines:
Am Sonntag, dem 7. September 2008 indexierten die Computer von Google News einen Artikel aus dem Jahr 2002 von der Internetseite der Zeitung Sun-Sentinel, einer Schwesterseite der Chicago Tribune, die den Artikel eigentlich publizierte. Die Überschrift des Artikels lautete „United Airlines Files for Bankruptcy“. Die Seite beinhaltete keine Angabe zum Datum der Veröffentlichung. Nach Angaben der New York Times schickte am darauf folgenden Montagmorgen der Informationsdienstleistner Income Security Advisors, dem Nachrichtendienst Bloomberg verschiedene Artikel über Bankrott-Meldungen. Darunter wahrscheinlich auch der Artikel über die United Airlines aus dem Jahr 2002. Bloomberg übernahm die Meldung und veröffentlichte sie. Binnen weniger Minuten brach der Aktienkurs der Fluggesellschaft ein und verlor mehr als 1 Milliarde US-Dollar an Wert. Der Handel der Aktie wurde daraufhin vorübergehend ausgesetzt. Der Eintrag war nicht auf der Startseite von Google News verlinkt, konnte aber durch die Suchfunktion gefunden werden.
Daraufhin wurde Kritik an der Praxis von Google News laut, keine Überprüfung der Artikel auf Aktualität, Relevanz oder Wahrheitsgehalt vorzunehmen.